# Provinz La Unión
Die Provinz La Unión ist eine von acht Provinzen der Region Arequipa im Süden von Peru. Die Provinz hat eine Fläche von 4746,4 km². Beim Zensus 2017 lebten 12.827 Menschen in der Provinz. Im Jahr 1993 lag die Einwohnerzahl bei 17.295, im Jahr 2007 bei 15.662. Die Provinzverwaltung befindet sich in der Kleinstadt Cotahuasi.

## Geographische Lage
Die Provinz La Unión liegt etwa 570 km südöstlich der Landeshauptstadt Lima. Sie erstreckt sich quer über die peruanische Westkordillere und hat eine Längsausdehnung in NO-SW-Richtung von etwa 120 km. Entlang der nördlichen Provinzgrenze verläuft der Gebirgszug Cordillera Huanzo. Der Fluss Río Cotahuasi, linker Quellfluss des Río Ocoña, durchquert das Gebiet in südwestlicher Richtung.
Die Provinz La Unión grenzt im Südwesten an die Provinz Caravelí, im Westen an die Region Ayacucho, im Norden an Region Apurímac, im Nordosten an die Region Cusco sowie im Südosten an die Provinz Condesuyos.

## Verwaltungsgliederung
Die Provinz La Unión gliedert sich in 11 Distrikte (Distritos). Der Distrikt Cotahuasi ist Sitz der Provinzverwaltung.
| Distrikt    | Verwaltungssitz |
| ----------- | --------------- |
| Alca        | Alca            |
| Charcana    | Charcana        |
| Cotahuasi   | Cotahuasi       |
| Huaynacotas | Taurisma        |
| Pampamarca  | Mungui          |
| Puyca       | Puyca           |
| Quechualla  | Velinga         |
| Sayla       | Sayla           |
| Tauría      | Tauría          |
| Tomepampa   | Tomepampa       |
| Toro        | Toro            |